# Victor Moritz Goldschmidt

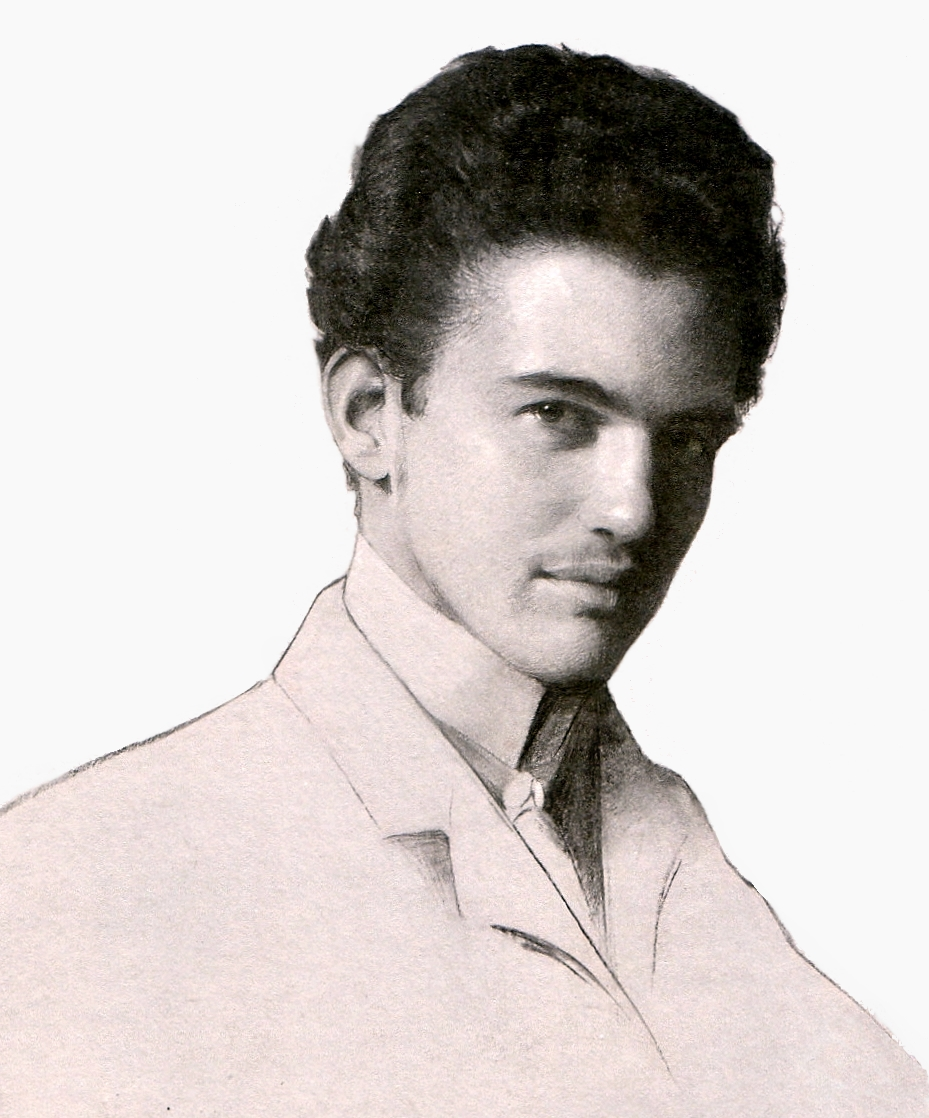
Victor Moritz Goldschmidt

Victor Moritz Goldschmidt (ur. 27 stycznia 1888 w Zurychu, zm. 20 marca 1947 w Oslo) – norweski geochemik pochodzenia żydowskiego, urodzony w Szwajcarii, petrograf i mineralog, jeden z pionierów geochemii, zwany „ojcem współczesnej geochemii”.
Stworzył geochemiczną klasyfikację pierwiastków chemicznych. Ustalił ich średnią zawartość w zewnętrznych strefach Ziemi. Goldschmidt sformułował hipotezę o składzie chemicznym oraz budowie wnętrza Ziemi. Był profesorem Uniwersytetu w Oslo.
W 1944 roku otrzymał Medal Wollastona, nagrodę przyznawaną przez Londyńskie Towarzystwo Geologiczne za osiągnięcia w badaniach geologicznych i pokrewnych. 